# Fósil viviente

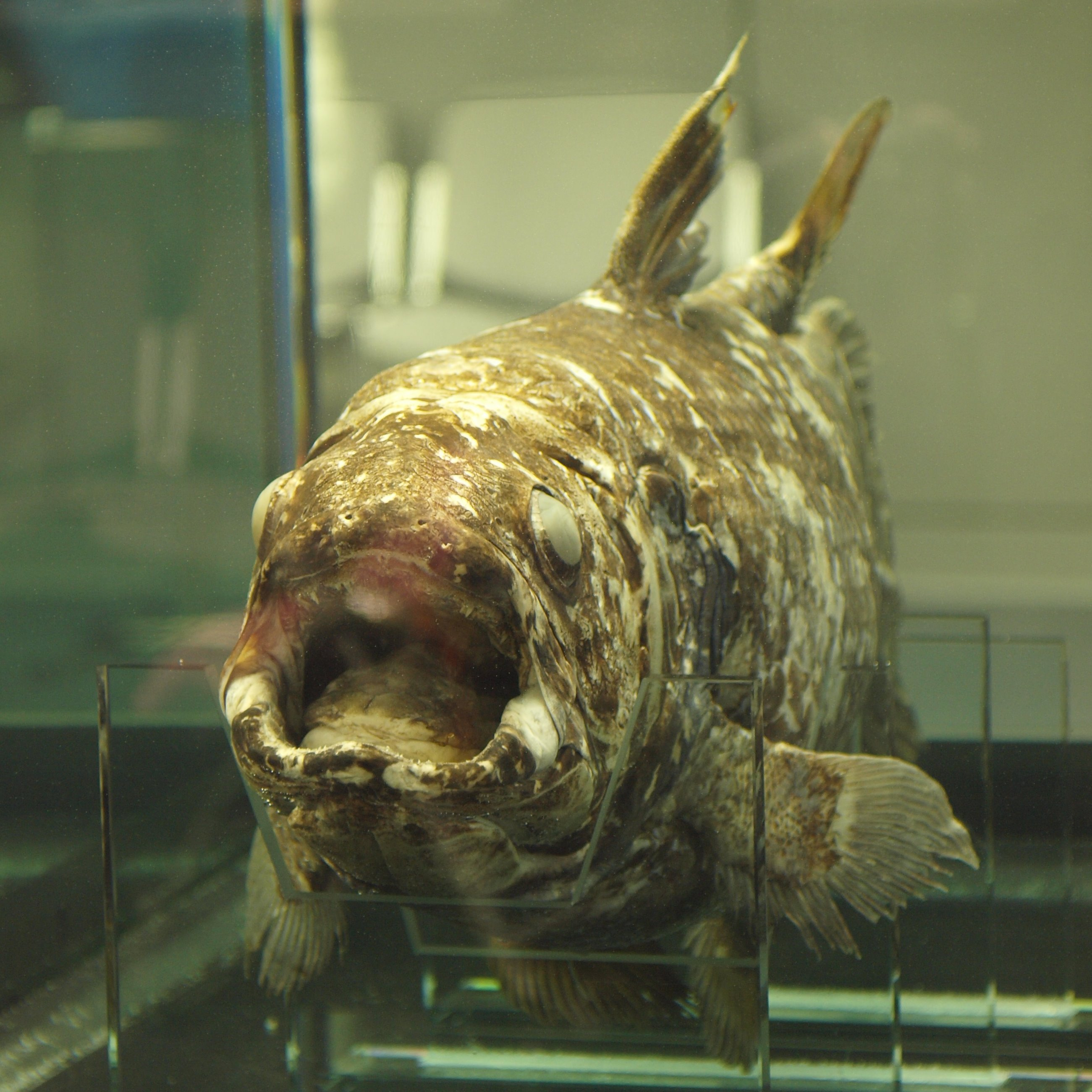
Los celacantos (Coelacanthiformes) se creyeron extintos hace 65 millones de años, hasta que una especie actual perteneciente a este orden, Latimeria chalumnae, fue descubierta en 1938.

Un fósil viviente es un taxón con individuos vivos que se asemeja morfológicamente a especies relacionadas conocidas solamente por el registro fósil. El término fósil viviente es una expresión informal utilizada para calificar especies no extintas que han evolucionado de manera lenta y conservan rasgos de sus antepasados más antiguos. Para definir a una especie bajo este término, tiene que existir un registro fósil continuo, y la especie fósil debe ser antigua en relación con la época de origen del clado existente. Los fósiles vivientes suelen ser de linajes pobres en especies, pero esto no tiene que ser necesariamente el caso. Si bien el plan corporal de un fósil viviente sigue siendo superficialmente similar, nunca es la misma especie que los ancestros remotos a los que se parece, en tanto la deriva genética cambia inevitablemente su estructura cromosómica.
Los fósiles vivientes exhiben equilibrio puntuado (también llamado «braditelia» o evolución inusualmente lenta) a lo largo de escalas de tiempo geológicamente largas. La literatura popular puede afirmar erróneamente que el «fósil viviente» no ha experimentado ninguna evolución desde tiempo distante, prácticamente sin evolución molecular ni cambios morfológicos. Las investigaciones  científicas han desacreditado repetidamente tales afirmaciones. Este término ha caído en desuso entre paleontólogos y biólogos evolutivos.
Los cambios superficiales mínimos de los fósiles vivientes son declarados erróneamente como una ausencia de evolución, pero constituyen ejemplos de selección estabilizadora, que es un proceso evolutivo—y quizás el proceso dominante de la evolución morfológica.

## Características
Los «fósiles vivos» tienen dos características principales, aunque algunos tienen una tercera:
1. Son organismos vivos que pertenecen a un taxón que ha permanecido reconocible en el registro fósil durante un periodo de tiempo inusualmente largo.
2. Muestran poca divergencia morfológica, ya sea con respecto a los miembros tempranos del linaje o entre las especies existentes.
3. Suelen tener poca diversidad taxonómica.[8]

Los dos primeros criterios son necesarios para reconocer el estatus de fósil viviente; algunos autores exigen también el tercero, mientras que otros simplemente lo señalan como un rasgo frecuente.
Tales criterios no están bien definidos ni son claramente cuantificables, pero los métodos modernos de análisis de las dinámicas evolutivas pueden documentar el ritmo distintivo del equilibrio puntuado. Linajes que muestran equilibrio puntuado en escalas de tiempo muy cortas no se consideran fósiles vivientes; lo que no está bien definido es la escala de tiempo en la cual debe persistir la morfología para que tal linaje sea reconocido como un fósil viviente.
El término «fósil viviente» es muy frecuentemente malinterpretado, sobre todo en medios de comunicación populares, en los que a menudo se utiliza sin sentido. En la literatura profesional, la expresión rara vez aparece y debe emplearse con mucha más precaución, aunque se ha utilizado de forma inconsistente.
Un ejemplo de concepto que podría confundirse con el de «fósil viviente» es el de «taxón Lázaro», si bien no son equivalentes. Un taxón Lázaro (ya sea una sola especie o un grupo de especies relacionadas) es uno que reaparece repentinamente, ya sea en el registro fósil o en la naturaleza, como si el fósil hubiera «vuelto a la vida». En contraste con los «taxones Lázaro», un fósil viviente en la mayoría de los sentidos es una especie o linaje que ha sufrido excepcionalmente pocos cambios a lo largo de un largo registro fósil, dando la impresión de que el taxón existente se ha mantenido idéntico durante todo el periodo fósil y moderno. Sin embargo, debido a la inevitabilidad matemática de la deriva genética, el ADN de la especie moderna es necesariamente diferente del de su lejano ancestro de aspecto similar. Es casi seguro que no podrían reproducirse de forma cruzada, y no son la misma especie.

## Aplicaciones del término
Es de notar el hecho de que la expresión «fósil viviente» es un término informal o casi coloquial, y no científico, pues un «fósil viviente» no es una especie exacta a la de los fósiles. Pese a todo se utiliza para designar:
- Animales o plantas de los que, hasta el descubrimiento de individuos vivos, solo se tenía constancia de su existencia por el registro fósil, como los peces celacantos (Latimeria chalumnae y Latimeria menadoensis) o la metasecuoya, un árbol descubierto en 1943 en un remoto valle de China.
- Especies vivas aisladas supervivientes de grupos más amplios que florecieron hace millones de años y conocidos principalmente por sus fósiles, como por ejemplo el árbol ginkgo (Ginkgo biloba), o los tuátaras de Nueva Zelanda (Sphenodon), únicos representantes actuales de un orden de reptiles, los esfenodontios, que abundaron hace 200 millones de años. En el caso de los tuátaras, aunque se ha demostrado que poseen la tasa de evolución más baja en comparación con cualquier otro lepidosaurio, no existe registro fósil continuo para saber si dicha especie conserva los rasgos morfológicos de sus antepasados del Mesozoico.[2]

## Fósil viviente y evolución

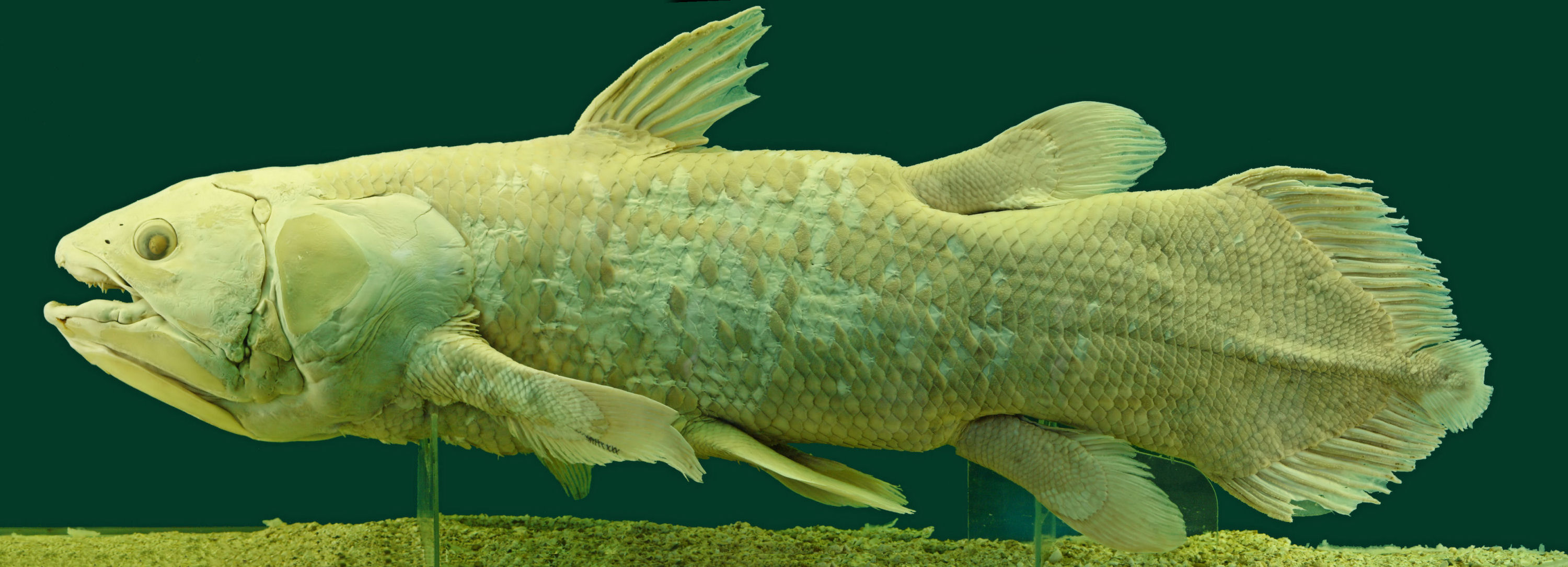
Espécimen de celacanto (Latimeria chalumnae) conservado en el Museo de Historia Natural de Viena, Austria.

Según la evolución biológica las especies evolucionan por la necesidad de adaptarse a un medio que cambia lentamente, el mecanismo para lograrlo es la selección natural. Esta explicación es aceptada a niveles educativos y científicos; sin embargo su aceptación acarrea una especie «original» de las que evolucionaron las actuales, la especie principal desaparece, entre otras cosas porque las nuevas especies la desplazan de su nicho ecológico .
La comunidad científica ha buscado durante décadas un eslabón que conecta la especie original con las actuales. Hoy en día se tiene más la idea de un árbol de la que salen multitud de ramas, como puntualizan Juan Luis Arsuaga e Ignacio Martínez en su libro La especie elegida. Así no se puede concebir que Homo sapiens, Homo neandertalensis y Homo erectus coexistieran, al menos durante un período de tiempo; porque la última de estas especies es la progenitora (eslabón) de las otras dos. 
Sin embargo la constatación de que una especie puede ser la progenitora de otra y al mismo tiempo seguir adaptada a su hábitat la dio el celacanto. A finales de 1938 un pescador pudo capturar en la Sudáfrica índica un pez tan grande que debía ser llevado por dos personas al mismo tiempo. La noticia llegó a los científicos sudafricanos que no podían creer que se trataba del animal del Devónico y el Carbonífero, al que se le considera precursor de los anfibios y reptiles del Triásico y Jurásico. Los rasgos del celacanto de «fósil viviente» incluyen una articulación intercraneal que le permite agrandar la boca para tragar presas de gran tamaño, un conducto llamado notocordio, relleno de un líquido aceitoso, que hace las funciones de médula ósea, gruesas escamas que solo se habían visto en peces ya extinguidos y un órgano facial electro sensor situado en su hocico.
El pejelagarto se considera un fósil viviente que abarca siete especies, sus cambios han sido mínimos desde hace 100 millones de años, esas especies prosperan incluso en las aguas más inhóspitas y sus huevos no son comestibles para muchas especies, incluida la humana. Sus parientes habitaban en casi todos los continentes, pero las que hoy existen habitan solo en agua dulce en Norteamérica.
No obstante, en el reino vegetal existen abundantes casos de fósiles vivientes, pero no tan famoso como el del celacanto. En muchas islas se conservan especies muy abundantes en épocas anteriores y desaparecidas posteriormente, excepto en esos lugares por su particular aislamiento.
El término «fósil viviente» se alude a Charles Darwin en 1859, según sus ideales, creía que debían existir especies vivas que se parecen a sus antepasados de hace millones de años. Su explicación fue que los Fósiles vivientes ocuparon pequeñas partes del mundo, escapando a la competencia, y por lo tanto no evolucionaron. Esa idea nunca la llegó a comprobar por falta de evidencia científica y sus contemporáneos veían ese término como un idea vaga sin ningún fundamento.
El fósil viviente muestra a la evolución nuevos ecosistemas, donde la especie original pudo cambiar de medio o se mantuvo en el mismo, pero sin evolucionar, mientras que sus sucesoras se desplazaron o se adaptaron por medio de la evolución.
Los cambios superficiales mínimos en los fósiles vivientes se declaran erróneamente como ausencia de evolución, pero son ejemplos de selección estabilizadora, que es un proceso evolutivo, y quizás el proceso dominante de la evolución morfológica.

## Ejemplos de fósil viviente
Algunos ejemplos de «fósiles vivientes» incluyen:
Plantas
- Ginkgo, árbol (Ginkgoaceae).
- Equisetos, Equisetum (Equisetaceae).
- Metasequoia, Árbol rojo del atardecer (Cupressaceae; un ejemplo que bordea esta clasificación, relacionado con las Sequoias y los Sequoiadendron).
- Taiwania cryptomerioides (También de la familia Cupressaceae)
- Sciadopitys, árbol (Sciadopityaceae).
- Psilotum (Psilotaceae).
- Welwitschia
- Wollemia, árbol (Araucariaceae; un ejemplo que bordea esta clasificación, relacionado con Agathis y Araucaria).

Animales
- Vertebrados
  - Mamíferos
    - Almiquíes, género Solenodon

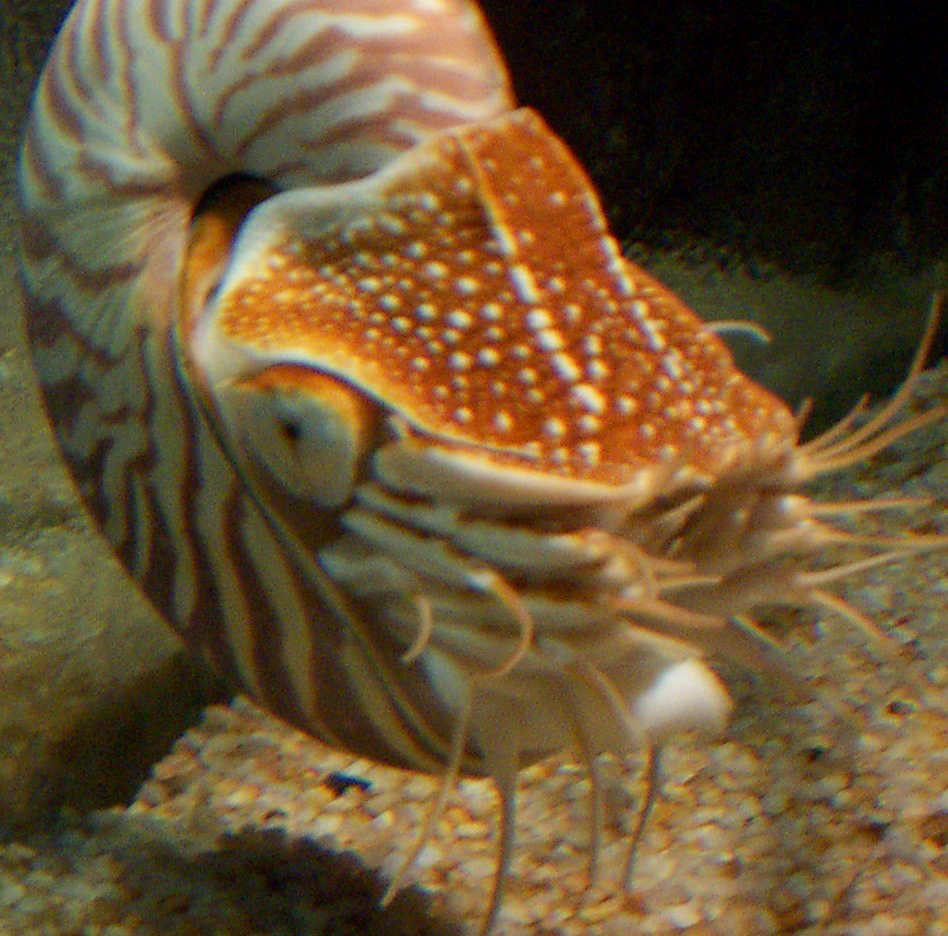
El Nautilus

    - Ratón marsupial de montaña (Burramys parvus)
    - conejo de Amami (Pentalagus furnessi)
    - Ratón de Chipre (Mus cypriacus).
    - Panda Rojo (Ailurus fulgens).
    - Okapi (Okapia johnstoni).
    - Rata Laosiana de la Rocas (Laonastes aenigmamus).
    - Caenolestidae, únicos supervivientes del orden Paucituberculata de marsupiales sudamericanos.
    - Monitos del Monte (Dromiciops).
    - Monotremas (Ornitorrinco y Equidna).
    - Castor de montaña (Aplodontia rufa)
    - Zarigüeyas
    - Caballo de Przewalski (Equus ferus przewalskii).

  - Aves
    - Acanthisittidae (acantistas de Nueva Zelanda).
    - Hoatzin (Ophisthocomus hoazin).
    - Sapayoa (Sapayoa aenigma).
    - Bigotudo (Panurus biarmicus).
    - Coliiformes (pájaros ratones)
    - Ganso urraca o ganso overo (Anseranas semipalmata).

  - Reptiles
    - Tortuga boba papuana (Carettochelys insculpta).
    - Crocodylia (Cocodrilos, Gaviales y Aligátores).
    - Tuatara (Sphenodon punctatus y Sphenodon guntheri).

  - Peces
    - Corydoras semiaquilus
    - Amia calva
    - Nematogenys inermis
    - Tiburón anguila (Chlamydoselachus anguineus).
    - Coelacanthimorpha (Latimeria menadoensis y Latimeria chalumnae).
    - Neoceratodus forsteri
    - Esturiones y peces espátula (Acipenseriformes).

  - Anfibios
    - Ranas de las Seychelles
    - Rana pintada Hula (Latonia nigriventer)
    - Rana púrpura (Nasikabatrachus sahyadrensis).
    - Rana chilena (Calyptocephalella gayi).
- Invertebrados
  - Insectos
    - Anaxyelidae (Syntexis libocedrii).
    - Notiothauma reedi, un insecto volador del orden Mecoptera y la familia Eomeropidae, endémico de Chile, relacionado con la mosca escorpión.
    - Sikhotealinia zhiltzovae, un escarabajo jurásico Jurodidae.
    - Mymarommatidae (10 especies conocidas en el género Palaeomymar).
    - Orussidae (con unas 70 especies en 16 géneros).
    - Peloridiidae (menos de 30 especies en 13 géneros).

  - Crustáceos
    - Neoglyphea inopinata, N. neocaledonica y Laurentaeglyphea neocaledonica; tres Glypheoidea.
    - Triops cancriformis, un crustáceo Notostracea.

  - Moluscos
    - Neopilina galateae, un monoplacóforo.
    - Ennucula superba, un  bivalvo.
    - Nautilus, un cefalópodo.

  - Otros invertebrados
    - Lingula anatina, un braquiópodo inarticulado.
    - Crinoideos
    - Cangrejos herradura (Limulidae)
    - Onychophora, por ejemplo Peripatus.

## Historia
El término fue acuñado por Charles Darwin en su obra El origen de las especies, como posible manera de referirse a formas vivas escasas y «anómalas» como los peces ganoideos, el Ornithorhynchus (ornitorrinco) y el Lepidosiren (el pez de pulmones de Sudamérica). Escribió en la página 49:

...All fresh-water basins, taken together, make a small area compared with that of the sea or of the land; and, consequently, the competition between fresh-water productions will have been less severe than elsewhere; new forms will have been more slowly formed, and old forms more slowly exterminated. And it is in fresh water that we find seven genera of Ganoid fishes, remnants of a once preponderant order: and in fresh water we find some of the most anomalous forms now known in the world, as the Ornithorhynchus and Lepidosiren, which, like fossils, connect to a certain extent orders now widely separated in the natural scale. These anomalous forms may almost be called living fossils; they have endured to the present day, from having inhabited a confined area, and from having thus been exposed to less severe competition.
...Todas las cuencas de agua dulce, tomadas en su conjunto, constituyen un área pequeña comparada con la del mar o la de tierra; y, por lo tanto, la competencia entre las producciones de agua dulce habrá sido menos severa que en otras partes; las nuevas formas se habrán formado más lentamente, y las viejas formas habrán sido exterminadas más lentamente. Y es en el agua dulce donde encontramos siete géneros de peces ganoideos, remanentes de un orden una vez preponderante: y en agua dulce encontramos actualmente algunas de las formas vivas más anómalas que se conocen en el mundo, tal como el Ornithorhynchus y  el Lepidosiren, que, como fósiles, ahora conectan hasta cierto punto con órdenes hoy ampliamente separados en la escala natural. Estas formas anómalas casi podrían llamarse fósiles vivientes; han perdurado hasta el día de hoy, por haber habitado un área confinada y, por consiguiente, haber estado expuestos a una competencia menos severa.

## Definiciones
Hay numerosas (ambiguas) definiciones en cuanto a los fósiles vivientes:
- Una especie viva que vive a lo largo de una gran porción de tiempo geológico.

Para probar esto, todos los especímenes vivos deben pertenecer a las mismas especies fósiles. Esto elimina a Limulus, Peripatus, Latimeria, Sphenodon, Didelphis, los ornitorrincos, y muchos otros más.
Para permitir una cierta flexibilidad, se podría utilizar el género. La taxonomía paleontológica confía en gran medida en la Morfología (el concepto paleontológico de la especie), pues hay una línea diagonal de unión hacia tiempos más remotos donde abundaba la especie, y las relaciones se pueden deducir solo parcialmente.
La biología molecular moderna ha demostrado que los índices de los cambios genéticos son relativamente uniformes y no están tan relacionados con las cuantías de los cambios morfológicos. Tomando una base molecular de las capacidades de entrecruzamiento no hay esencialmente certidumbre de que la especie vivió como tal a lo largo de un periodo geológico dilatado. Sin embargo, a condición de que estemos utilizando el caso concreto del nombre de una especie paleontológica, la definición se liga en contexto.
- Una especie viva que morfológicamente y/o fisiológicamente se asemejase a una especie extinta a través de una fracción grande de un periodo geológico de tiempo (estasis morfológico).

Los especímenes vivos no necesitan pertenecer a la misma especie extinta (o aún al género). Debe por lo menos tener una cierta semejanza fisiológica.
El celacanto por ejemplo, es un pez marino. mesozoico la especie del celacanto vivió en agua salada y en agua dulce. La osmorregulación en Latimeria se produce mediante la «retención del urea». La retención de urea se considera como un índice de los ancestros de agua dulce. Esto significa que el linaje del celacanto se ha desarrollado del agua dulce al agua salada.
La semejanza entre Peripatus y Aysheaia (un temprano animal del periodo cámbrico) es chocante  (actualmente, ambos se clasifican en Tardipolypoda (Tardigrada y Onychophora), así que Aysheaia era un animal marino, mientras que el Peripatus habita en hojas húmedas de plantas tropicales.
- Especies/clados vivos con numerosas características primitivas.

Esta es una definición más neutral. Sin embargo, no aclara si el taxón es verdaderamente antiguo, o tiene simplemente muchos plesiomorfías. Observe que, según lo mencionado arriba, lo inverso puede suceder para los taxones fósiles vivientes verdaderos; es decir, pueden poseer una gran cantidad de características derivadas (las autapomorfias), y no ser particularmente «primitivo» en apariencia.
- Cualquiera de las tres definiciones anteriores, pero también con una distribución relíctica en refugios.

Algunos paleontólogos consideran a los «fósiles vivientes» con amplias distribuciones (tal como Triops cancriformis) el no ser verdaderos fósiles vivientes. En el caso del Triops cancriformis (viviendo desde el Triásico hasta ahora), los  especímenes triásicos han perdido la mayoría de sus apéndices (en la mayoría solamente permanece el caparazón), y no han sido examinados a fondo desde 1938.
- Cualquiera de las tres primeras definiciones, pero en las que el clado tiene una diversidad taxonómica pequeña (líneas de baja diversidad)

El estatus de un organismo fósil viviente puede ser revisado si las especies pertenecientes al clado más pequeño, perteneciente a uno más rico en especies, lo que podría implicar una especiación reciente.